# Zofia Nałkowska
Zofia Nałkowska (Varsavia, 10 novembre 1884 – Varsavia, 17 dicembre 1954) è stata una scrittrice, drammaturga e saggista polacca.

## Biografia
Nałkowska nacque da una famiglia di intellettuali in particolare specializzati in legge, studenti presso l'Università volante. Dopo la fine della Seconda Repubblica di Polonia, diventò una delle più caratteristiche scrittrici del paese soprattutto su romanzi,  e sceneggiature caratterizzate dal socio-realismo e dalla profondità psicologica.
Il primo successo letterario di Nałkowska fu il romanzo Romans Teresy Hennert (Il romanzo di Teresa Hennert, 1923) seguito da una serie di romanzi popolari. È conosciuta per i suoi libri Granica (1935), Węzły życia (Obbligazioni della vita, 1948) e Medaliony (1947; I ragazzi di Oswiecim; Senza dimenticare nulla).

## Opere

### Romanzi
- Kobiety (1906)
- Książę (1907)
- Rówieśnice (1909)
- Narcyza (1911)
- Noc podniebna (1911)
- Węże i róże (1914)
- Hrabia Emil (1920)
- Na torfowiskach (1922)
- Romans Teresy Hennert (1923)
- Dom nad łąkami (1925)
- Choucas (1927)
- Niedobra miłość (1928); L' amore cattivo tradotto di Maria Rakowska e Ettore Fabietti[3]
- Granica' ('1935)
- Niecierpliwi (1938)
- Węzły życia (1948)
- Mój ojciec (1953)

### Teatro
- Dom kobiet (1930); La casa delle donne tradotto da Sibilla Aleramo[4]
- Dzień jego powrotu (1931)
- Renata Słuczańska  (1935)